# Rifugio Santa Maria
Il rifugio Santa Maria si trova addossato alla sommità del Rocciamelone, proprio al di sotto della statua della Madonna bronzea eretta nel 1899 grazie alle offerte di 130.000 bambini d'Italia.

## Storia
L'edificio venne edificato dopo la prima guerra mondiale in sostituzione di alcuni ricoveri di fortuna sorti in vetta al Rocciamelone in seguito alla posa della statua. Si tratta di una cappella-rifugio costruita su progetto dell'architetto N. Reviglio e si tratta del santuario più elevato d'Europa. Venne ristrutturato negli anni '80 e '90 a seguito del degrado patito col passare degli anni e per l'elevata quota a cui sorge. La struttura è in muratura ed il tetto è in formelle di acciaio inossidabile; all'interno vi è una cappellina con attiguo un locale sacrestia e ricovero per i sacerdoti che salgono in vetta al monte, mentre, dal lato opposto, sorgono le stanze del rifugio vero e proprio.

## Accessi
- Dal parcheggio sito a La Riposa di Mompantero attraverso il sentiero che, passando dal rifugio Cà d'Asti, sale sino in vetta al Rocciamelone, con difficoltà escursionistica EE in 3,30 ore (in inverno praticabile solo con neve ben assestata).
- Dal Lago di Malciaussia, seguendo il sentiero che, passando dal rifugio Tazzetti, sale al Colle della Resta e da qui, attraverso il Ghiacciaio del Rocciamelone, in vetta tramite sentiero (in alcuni tratti ridotto a tracce), con difficoltà F e tempo totale di ascensione 5,40 ore (impraticabile in inverno).

## Ascensioni
Costituisce il punto di arrivo delle ascensioni al Rocciamelone sia dal lato valsusino che da quello delle Valli di Lanzo.